# ساعت طلایی (آلبوم کیسی ماسگریوز)
ساعت طلایی (به انگلیسی: Golden Hour) چهارمین آلبوم استودیویی خواننده و ترانه‌نویس سبک کانتری اهل ایالات متحده آمریکا کیسی ماسگریوز است که در ۳۰ مارس ۲۰۱۸ توسط ام‌سی‌ای نشویل منتشر شد. ماسگریوز به‌طور همزمان تمام سیزده قطعه را خودش نوشت و با همکاری دانیل تاشیان و یان فیچوک تهیه‌کرد. آلبوم به رتبه چهار در بیلبورد ۲۰۰ ایالات متحده رسید.
ساعت طلایی تحسین گسترده‌ای را از سوی منتقدان موسیقی دریافت کرد و توانست جایزه چهار رده شصت و یکمین مراسم جایزه گرمی از جمله آلبوم سال و بهترین آلبوم کانتری بدست آورد. همچنین دو تک‌آهنگ اول آلبوم «پروانه‌ها» و «کابوی فضایی» به ترتیب توانستند جایزه اجرای انفرادی کانتری و بهترین ترانه کانتری را به‌دست‌آورد.

## فهرست قطعه‌ها
اعتبارهای اقتباسی از یادداشت‌های کوتاه بر روی آلبوم.
همهٔ قطعه‌ها توسط دانیل تاشیان، یان فیچوک و کیسی ماسگریوز تهیه شده‌است.
| شماره      | نام                   | نویسنده(ها)                                  | مدت   |
| ---------- | --------------------- | -------------------------------------------- | ----- |
| ۱.         | «آهسته سوختن»         | تاشیان فیچوک ماسگریوز                        | ۴:۰۶  |
| ۲.         | «تنهایی آخر هفته»     | تاشیان فیچوک ماسگریوز                        | ۳:۴۶  |
| ۳.         | «پروانه‌ها»            | Luke Laird Natalie Hemby ماسگریوز            | ۳:۳۹  |
| ۴.         | «اوه، چه جهانی»       | تاشیان فیچوک ماسگریوز                        | ۴:۰۱  |
| ۵.         | «مادر»                | تاشیان فیچوک ماسگریوز                        | ۱:۱۸  |
| ۶.         | «عشق یک چیز وحشی است» | تاشیان فیچوک ماسگریوز                        | ۴:۱۶  |
| ۷.         | «Space Cowboy»        | شین مک‌انالی Laird ماسگریوز                   | ۳:۳۶  |
| ۸.         | «خوشحال و غمگین»      | تاشیان فیچوک ماسگریوز                        | ۴:۰۳  |
| ۹.         | «مخمل الویس»          | Luke Dick Hemby ماسگریوز                     | ۲:۳۴  |
| ۱۰.        | «زن شگفت‌انگیز»        | Jesse Frasure هیلری لینزی Amy Wadge ماسگریوز | ۴:۰۰  |
| ۱۱.        | «High Horse»          | Tommy Schleiter Trent Dabbs ماسگریوز         | ۳:۳۳  |
| ۱۲.        | «ساعت طلایی»          | تاشیان فیچوک ماسگریوز                        | ۳:۱۸  |
| ۱۳.        | «Rainbow»             | Hemby McAnally ماسگریوز                      | ۳:۳۴  |
| مجموع مدت: | مجموع مدت:            | مجموع مدت:                                   | ۴۵:۴۴ |

| قطعه جایزه نسخه ژاپنی | قطعه جایزه نسخه ژاپنی       | قطعه جایزه نسخه ژاپنی     | قطعه جایزه نسخه ژاپنی |
| شماره                 | نام                         | نویسنده(ها)               | مدت                   |
| --------------------- | --------------------------- | ------------------------- | --------------------- |
| ۱۴.                   | «Merry Go 'Round»           | Osborne McAnally ماسگریوز | ۳:۲۸                  |
| ۱۵.                   | «پیکانت را دنبال کن»        | Clark McAnally ماسگریوز   | ۳:۲۱                  |
| ۱۶.                   | «اسب بلند» (ویولنتس ریمیکس) | Schleiter Dabbs ماسگریوز  | ۳:۴۳                  |
| مجموع مدت:            | مجموع مدت:                  | مجموع مدت:                | ۵۶:۱۱                 |